# Saqueig de Barcelona
El saqueig de Barcelona fou una de les batalles de les campanyes musulmanes contra territoris cristians dutes a terme per Almansor a finals del segle x.

## Antecedents
El Califat omeia no va fer incursions al comtat de Barcelona perquè es creia que rebria el suport del Regne de França o l'Imperi Romà d'Orient, però en el moment que Almansor va comprovar que Lotari I de França no els ajudaria es va decidir a atacar-los.
El primer atac contra el comtat fou el 978, quan de retorn d'una expedició al Regne de Navarra, en la qual va atacar Alfaro i Pamplona, atacà el castell d'al-Daliya (Lilla, municipi de Montblanc). El 982 una nova campanya el va dur a Catalunya on va conquerir el castell de Munt Fariq (el castell del Far, a Llinars del Vallès) de camí de Girona i de retorn va conquerir Wutina (Òdena), i en una nova expedició el 984, de retorn de Sepúlveda va passar pel territori del comtat de Barcelona.
Almansor va sortir de Còrdova el 5 de maig del 985, i es va dirigir a Múrcia per abastir-se de provisions per a l'expedició, que va seguir la costa del Mediterrani, recollint cavalleria a Balansiya i Turtuixa, en canvi per Gaspar Feliu i Montfort va tornar cap a Toledo i va passar per Saraqusta i Làrida.
L'assalt a Barcelona va anar precedit per una batalla on Borrell II fou derrotat en la batalla de Rovirans o Matabous i davant la imminència de l'atac, el comte va publicar un ban d'expedició pública perquè els cavallers anessin a socórrer Barcelona. També fou assaltat el monestir de Sant Cugat causant la mort de l'abat Joan juntament amb dotze monjos, alguns refugiats a Barcelona i altres al cenobi, que fou destruït i l'arxiu cremat.

## Assetjament i assalt
Els musulmans van bastir en un lloc anomenat bassa de Basseia una màquina de setge amb la qual van llençar els caps del mig miler de genets morts en la batalla de Rovirans, que van caure en la plaça davant l'Església dels Sants Just i Pastor.
L'assalt a la ciutat fou el 6 de juliol, escalant, rompent les muralles o esbotzant les portes. Tot i que molts dels defensors foren morts o captivats, però no importants vilatans com el comte Borrell II, el bisbe Vives, i cap dels canonges, això fa pensar que no tota la ciutat fou ocupada i almenys algunes torres no foren conquerides, cosa que fa creure que el saqueig fou als ravals i en el recinte emmurallat les accions degueren ser selectives.

## Conseqüències
La presa de la ciutat va continuar amb saqueigs, i algunes destruccions i incendis, com els monestirs de Sant Pau del Camp i de Sant Pere de les Puel·les. Almansor va deixar la ciutat molt ràpidament, perquè el 23 de juliol ja entrava a Còrdova. Es van fer captures selectives: només interessaven aquells per qui es pogués demanar un bon rescat i els joves destinats al mercat d'esclaus.
Les peticions d'ajuda del comte Borrell II van ser ignorades pel rei franc Lotari I de França que en aquells moments s'enfrontava als seus propis problemes al Comtat de Verdun, i com a conseqüència, afegint-hi el creixent desarrelament dels comtes barcelonins respecte als seus antics senyors, el 988 Borrell II es va negar a renovar el pacte de vasallatge amb Hug Capet, el nou rei francès, i va instaurar la independència de fet dels territoris sota el seu poder.
L'atac va convèncer els governants que calia millorar la defensa de la ciutat i van fortificar els quatre accessos a la muralla romana amb uns castells, que foren el Castell Vell a l'actual plaça de l'Àngel; el Castell del Bisbe, a l'actual plaça Nova; el Castell de Regomir, al carrer Regomir, i el Castell Nou, on ara hi ha els carrers Ferran i Call.